# Locomotiva FS D.449
Le D.449 sono locomotive diesel-elettriche delle Ferrovie dello Stato Italiane, ottenute mediante la trasformazione radicale di unità della serie D.343 accantonate. Sono il frutto di un progetto mai portato
a compimento, relativo all'ammodernamento del parco macchine a trazione termica di Trenitalia.

## Storia

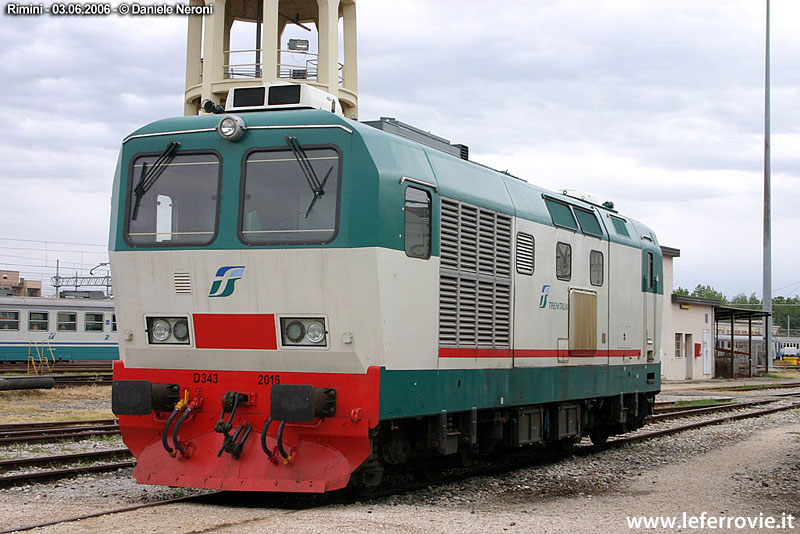
La locomotiva D.343.2016 nel deposito locomotive di Rimini.

Il progetto legato allo sviluppo delle D.449, ebbe origine dal prototipo costituito dalla locomotiva D.343.2016, avvenuto nel 2002 da un importante intervento di revamping meccanico, nel tentativo di elaborare un eventuale riutilizzo delle scocche di questo gruppo di macchine, allora in via di dismissione, data la difficile reperibilità sul mercato di nuovi mezzi di trazione, in grado di operare su linee ad armamento leggero non elettrificate.
Tale unità subì pertanto un profondo intervento di ristrutturazione, nel corso del quale furono modificate anche le cabine di guida, ricostruite a norme UIC.
La parte meccanica fu oggetto della sostituzione del gruppo motore generatore da 900 kW, con uno composto da un motore Diesel tipo 3512B Caterpillar da 1 430 kW a 1 800 g/m, e un alternatore trifase Traktionsysteme, di costruzione austriaca, da 1 275 kW (al posto del generatore a corrente continua).
I motori di trazione furono migliorati nell'isolamento, e il loro azionamento venne modificato mediante circuiti di conversione trifase/continua. Inoltre furono rinnovati tutti gli apparecchi ausiliari, l'impianto di raffreddamento e il quadro comandi delle cabine di guida, divenuto unificato con apparecchiatura di ripetizione segnali a 4 codici. Il tutto, al fine di dare vita a una macchina in grado soddisfare primariamente le esigenze di trasporto merci di Trenitalia Cargo (Oggi Mercitalia Rail). 
A causa della contrazione del traffico merci su buona parte delle linee secondarie a trazione termica nazionali, registratasi nel corso dei primi anni duemila, la D.343.2016 sarebbe dovuta rimanere esemplare unico, ma tra il 2008 e il 2009 il progetto venne ripreso in considerazione come modello per la ricostruzione della D.343.2011, anch'essa oggetto di ristrutturazione radicale presso la ditta Fervet di Castelfranco Veneto, durante il quale venne allungato di 800 mm il telaio portante, irrobustita e restaurata la cassa e le parti meccaniche, sostituite integralmente le cabine di guida. Nel 2009, presso l'Officina Grandi Riparazioni di Rimini, venne montato il nuovo motore diesel Caterpillar 3512B, procedendo al resto delle trasformazioni. Il rotabile venne reimmatricolato come 449.001, dando origine al nuovo gruppo 449, e una volta ultimato, fu messo a disposizione, nella seconda metà del 2010, per alcune corse prova in linea. Dati i buoni risultati raggiunti, venne messo in lavorazione un secondo rotabile, il 449.002, proveniente dalla ex 343.2031, con l'intento di ridare vita alla fornitura da assegnare alla divisione Cargo, ma quando l'esemplare era in corso di ultimazione, nel marzo 2011, Trenitalia decise di porre nuovamente fine all'esperimento. Sia le due D.449 che la D.343.2016 sono state accantonate, in attesa di deciderne il tipo di utilizzo.

## Caratteristiche

### Parte meccanica
Le locomotive D.449 sono costruite con due nuove cabine di guida alle estremità, di forma spigolosa e protendenti in avanti nella parte alta, che ne mantengono la precedente bidirezionalità. La cassa è divisa in tre ambienti, di cui il centrale è il grande comparto con il gruppo motore-generatrice, compressori e dispositivi di raffreddamento. 

I motori installati sono Caterpillar tipo 3512B. La massa totale ha raggiunto le 72 t (18 t per asse), aumentando di conseguenza anche la forza di trazione applicabile alle ruote, senza pericolo di slittamenti. La velocità massima è stata contenuta in 120 km/h, più che sufficiente per l'espletamenti dei treni merci a cui sono destinate le nuove unità.

### Parte elettrica
La parte elettrica delle D.499 venne interamente ricostruita, sostituendo il vecchio generatore di corrente continua con un nuovo alternatore trifase,che fornisce la potenza massima di 1 483 kW.

Di motore di trazione ce n'è sempre montato uno per carrello.
I circuiti elettrici di comando, di sicurezza e di protezione sono stati interamente ricostruiti con ampio ricorso all'elettronica (assente nei vecchi circuiti); sono state inoltre installate le apparecchiature SSC/SCMT e GSMR, nonché la climatizzazione delle cabine di guida.

## Eventuali utilizzi
Tramontato il progetto per un loro impiego al traino di treni merci tutte le unità sono state accantonate, pur prendendo in considerazione l'ipotesi di destinarle in futuro a servizi di manutenzione della rete.
Queste locomotive non possono essere utilizzate per treni passeggeri, in quanto sono sprovviste dell'apparecchiatura REC, necessaria per la climatizzazione e il riscaldamento delle carrozze.

## Livree utilizzate
Inizialmente alla locomotiva ex D.343.2016 venne applicata la livrea XMPR.
Successivamente per le nuove D.449 si è optato per una nuova e vistosa livrea che prevedeva il grigio, il bianco e il rosso.